# Abe Tadashi
Abe Tadashi (阿部 正; 1926. – 23. studenog 1984.), japanski majstor borilačkih vještina, prvi majstor koji je živio i podučavao aikido na zapadu. Izravni je učenik Moriheija Ueshibe.

## Životopis
Abe Tadashi je aikido počeo vježbati 1942. godine u Osaki, te je tijekom Drugog svjetskog rata kao Uchi-deshi nastavio vježbati u Iwami kod utemeljitelja vještine Moriheija Ueshibe. Godine 1952., nakon što je diplomirao pravo na Sveučilištu Waseda, preselio se u Francusku, gdje je studirao pravo na Sorbonne i predavao aikido kao nosilac 6. Dana i predstavnik Hombu dojoa. 
Aikido je u Francuskoj godinu dana ranije toijekom posjete predstavio Minoru Mochizuki. Međutim, podučavanja koja je držao Abe Tadashi u judo dojou Mikonosuke Kawaishija je bilo mjesto gdje se aikido prvi puta na regularnoj osnovi podučavao na zapadu. Nakon sedam godina Abe Tadashi se vratio u Japan. Do 1964. bio je nosilac 7. dana u aikidu.
Autor je dvije knjige o aikidu na francuskom jeziku. Napisao je široko rasprostranjen i žestok odgovor na pismo Koichi Toheija iz svibnja 1974. nakon ostavke u Aikikaiju, u kojem je kritizirao Toheija zbog nedostatka zahvalnosti i originalnosti. Rođak je Yoshimitsu Yamadi.
Umro je 23. studenog 1984. godine.

## Vanjske povezice
- Tadashi Abe